# أوديب في كولونوس
 أوديب في كولونس أو أوديب كولونس (باليونانية القديمة: Οἰδίπους ἐπὶ Κολωνῷ, Oidipous epi Kolōnōi) هي تراجيديا من المسرحيات الثلاث في طيبة للكاتب الأثيني سوفوكليس، كتبها قبل وفاته بوقت قصير عام 406 قبل الميلاد وأنتجها حفيده (المعروف أيضًا باسم سوفوكليس) في مهرجان ديونيسيا عام 401 قبل الميلاد.
في التسلسل الزمني للمسرحيات، تحدث أحداث أوديب في كولونس بعد أوديب ملكا وقبل أنتيجون، ولكنها كانت الأخيرة في العرض. تصف المسرحية نهاية الحياة المأساوية لأوديب. تختلف الأساطير حول موقع موت أوديب. وضع سوفوكليس المكان في كولونوس، وهي قرية بالقرب من أثينا وهي أيضًا مسقط رأس سوفوكليس نفسه، حيث جاء أوديب الأعمى مع ابنتيه أنتيجون وإيسميني كمتوسلين لإرينيس وثيسيوس، ملوك أثينا.

## القصة

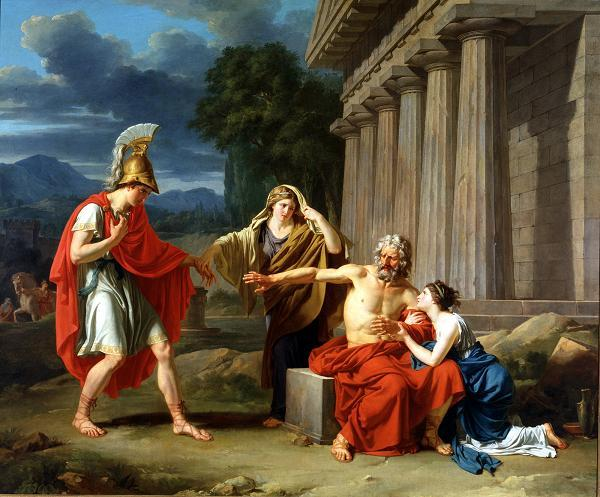
«أوديب في كولونوس» هي لوحة رسمها جان أنطوان تيودور جيروست عام 1788، وهي موجودة حاليًا في متحف دالاس للفنون.

وصل أنتيجون وأوديب إلى قرية كولونوس، جلسوا على حجر، لكن أحد القرويين جاء وأخبرهم بالمغادرة لأنه مكان خاص لإرينيس. يدرك أوديب أهمية هذا لأنه منذ زمن طويل، قالت نبوءة إنه سيموت في مكان مقدس للغضب وسيجلب البركات إلى الأرض التي دفن فيها، كما كشف له أبولو أيضًا ذلك الأمر.
تأتي مجموعة من كبار السن من القرية، المعروفة باسم الجوقة، وتقنع أوديب بمغادرة المنطقة المقدسة، ثم سألوه عن هويته، وصُدموا عندما اكتشفوا أنه ابن لايوس. على الرغم من أنهم وعدوا بعدم إيذائه، إلا أنهم يريدون طرده من مدينتهم لأنهم يخشون أنه سيجلب الحظ السيئ. يدافع أوديب عن نفسه بالقول إنه لم يقصد ارتكاب جرائمه؛ لقد قتل والده لحماية نفسه، ويطلب أيضًا مقابلة ملكهم ثيسيوس، مدعيًا أنه جاء بنوايا حسنة وهدية قيمة لشعبهم.(ص.300) قررت الجوقة الانتظار حتى وصول ثيسيوس قبل اتخاذ أي قرارات بشأن أوديب.
تصل إيسميني على حصان، سعيدة برؤية والدها وأختها. تخبرهم أن إتيوكليس قد تولى منصب ملك طيبة، بينما يجمع بولينيكس الدعم من آرغوس للرد. يعتقد الشقيقان أن مكان دفن والدهما سيحدد نتيجة الصراع. تحذر إيسميني أوديب من أن كريون يخطط لدفنه على حدود طيبة دون تحضيرات مناسبة؛ وبالتالي فإن الطاقة من قبره لن تفيد أي أرض أخرى. غاضبًا من معاملة أبنائه، يلعنهم أوديب ويمتدح بناته المخلصات، كما يرفض الوقوف إلى جانب أي من ابنيه ولكنه ينحاز إلى شعب كولونوس ويطلب الحماية من كريون.
نظرًا لأن أوديب تعدى على أرض يومينيدس المقدسة، يقول القرويون إنه يحتاج إلى القيام بطقوس معينة لتصحيح الأمور، تتطوع إيسميني للقيام بذلك من أجله ويغادر، بينما تبقى أنتيجون مع أوديب، ثم تطلب الجوقة من أوديب أن يخبرهم عن أفعاله الفظيعة المتمثلة في سفاح القربى وقتل والده. بعد أن يشارك قصته الحزينة، يصل ثيسيوس. على عكس الجوقة الفضولية، يعرف ثيسيوس بالفعل عن أوديب ويظهر له اللطف، ويقدم له المساعدة دون شروط،(ص.318) الأمر الذي أثار إعجاب أوديب، قدم لثيسيوس هدية مكان دفنه، والذي يمكن أن يساعد أثينا في قتالها المستقبلي ضد طيبة. يرفض ثيسيوس قائلاً إن المدينتين صديقتان، ثم يلقي أوديب خطابًا مشهورًا عن قوة الوقت.(ص.322) يجعل ثيسيوس أوديب مواطنًا أثينيًا ويترك الجوقة لمراقبته أثناء ذهابه. تغني الجوقة عن مدى عظمة أثينا.
يصل كريون، الذي يمثل طيبة، ويتظاهر بالأسف على أوديب وأطفاله، ويحث أوديب على العودة إلى طيبة. ينزعج أوديب من لطف كريون المزيف ويسرد كل الأشياء السيئة التي فعلها كريون به، يغضب كريون ويعترف بأنه قد استولى بالفعل على إيسميني؛ ثم يطلب من حراسه الاستيلاء على أنتيجون بالقوة. بدأوا في أخذهم نحو طيبة، ربما على أمل استخدامها لجعل أوديب يأتي. تحاول الجوقة إيقافه، لكن كريون يهدد بإجبار أوديب على العودة. تنادي الجوقة ثيسيوس، الذي يظهر بعد الصلاة لبوسيدون ويوبخ كريون قائلاً: "أنت في مدينة تؤمن بالعدالة، ولا تعاقب بدون محاكمة عادلة".(ص.341) يرد كريون متهمًا أوديب بارتكاب جرائم فظيعة، قائلاً: "كنت أعلم أن مدينتك لن تستقبل قاتلًا للأب... والأسوأ من ذلك، رجلًا سيئًا حقًا تزوج أمه".(ص.343) يصر أوديب وهو غاضبًا على أنه ليس مسؤولاً عما فعله. يأخذ ثيسيوس كريون بعيداً لاستعادة الفتيات. هزم الأثينيون الطيبيين وأعادوا الفتاتين إلى أوديب. يحاول أوديب أن يشكر ثيسيوس، ثم يتوقف، مدركًا أنه لا يزال يعبث بماضيه.
يخبر ثيسيوس أوديب أن هناك من يريد التحدث معه في معبد بوسيدون. اتضح أنه ابن أوديب، بولينيكس، الذي طُرد من طيبة على يد شقيقه إتيوكليس. لا يريد أوديب التحدث معه لأنه لا يستطيع تحمل صوته، لكن تقنعه أنتيجون بالاستماع، وتقول: "يتعامل الكثير من الآباء مع أطفال صعبين، لكنهم يستمعون إلى العقل، ويلينون".(ص.357) يوافق أوديب ويأتي بولينيكس ويشعر بالأسف على أوديب ويطلب منه التحدث، ويقول إنه طرده شقيقه ظلماً من طيبة ويخطط للرد، ويعتقد أن ذلك بسبب لعنة أوديب على أبنائه ويطلب من والده أن يغير رأيه، حتى أنه قال: "نحن في هذا معًا".(ص.363) يخبره أوديب أنه يستحق ما يحصل عليه مقابل معاملة والده بشكل سيء، ويتوقع أن كلا الابنين سيقتلان بعضهما البعض في المعركة القادمة. "مت! مت بيد أخيك الدموي – مت! – واقتل الرجل الذي طردك! لذلك ألعنك حتى الموت!"(ص.365) تحاول أنتيجون إيقاف شقيقها، وتطلب منه تجنب مهاجمة طيبة والتعرض للقتل على يد شقيقه، لكن لا يستمع بولينيكس ويغادر.
تضرب عاصفة رعدية قوية بعد حديثهم ويرى أوديب أنها إشارة من زيوس بأنه سيموت قريبًا، يسأل عن ثيسيوس ويخبره أن الوقت قد حان لمنح أثينا الهدية التي وعد بها. على الرغم من أنه أعمى، إلا أن أوديب يشعر بالقوة وينهض للمشي، ويطلب من أبنائه وثيسيوس أن يأتوا معه.
يأتي رسول ويخبر الجوقة أن أوديب قد مات. انصرف مع أولاده وثيسيوس، ثم اغتسل وقدم القرابين بينما كانت بناته يبكين، أخبرهم أنه ليس عليهم الاعتناء به بعد الآن، وطلب من ثيسيوس أن يعده برعاية بناته، ثم يرسل أولاده بعيدًا، لأن ثيسيوس وحده كان يعرف أين سيموت ويمكن أن نقل ذلك إلى خليفته. عندما نظر الرسول إلى الوراء، كان أوديب قد رحل. كان الملك وحيدًا، يغطي عينيه بيديه، وكأنه لا يتحمل رؤية شيء فظيع.(ص.381) يأتي ثيسيوس مع أنتيجون وإيسميني، اللذين يبكون من أجل والدهما. تريد أنتيجون رؤية قبر والدها، حتى لو كان ذلك يعني أن تُدفن معه بدلاً من العيش بدونه. تطلب النساء من ثيسيوس أن يأخذهن، لكنه يذكرهن بأن المكان سر ولا يمكن لأحد الذهاب إليه. "وقال إنني إذا وفيت بوعدي، فإن مدينتي ستكون آمنة للأبد."(ص.388) توافق أنتيجون، وتطلب العودة إلى طيبة، على أمل منع السبعة ضد طيبة من الهجوم، ويغادر الجميع إلى أثينا.

## تحليل
هناك حركة أقل في «أوديب في كولونوس» مقارنة بـ«أوديب ملكاً»، وهناك تركيز أكثر على المحادثات الفلسفية. يتحدث أوديب عن مصيره كما تنبأت به الأوراكل ويجادل بأنه ليس مسؤولاً تمامًا لأنه ارتكب جرائمه دون معرفة الحقيقة الكاملة. على الرغم من إصابته بالعمى والنفي والتهديد من قبل كريون وأبنائه، إلا أن أوديب يجد في النهاية قبولًا ومغفرة من زيوس.

### سياق تاريخي
في السنوات التي سبقت ظهور المسرحية لأول مرة، خضعت أثينا لتغييرات كبيرة، إذ سقطت المدينة تحت حكم الطغاة الثلاثين بعد هزيمتها على يد الإسبرطيين؛ مما أدى إلى نفي أو إعدام أولئك الذين عارضوهم. من المؤكد أن هذه الأحداث أثرت على كيفية تفسير الجمهور الأوائل مع المسرحية، تمامًا كما أثر غزو أثينا وقوتها الضعيفة على سوفوكليس عندما كتبها.
تتناقض المسرحية بشكل صارخ مع أثينا وطيبة. غالبًا ما تُصوَّر طيبة في الدراما الأثينية على أنها مكان تكون فيه الحدود الأخلاقية غير واضحة، مما يسمح للكتاب المسرحيين باستكشاف موضوعات مثل سفاح القربى والقتل والغطرسة، ربما يكون لهذه المقارنة صدى لدى الجماهير الأثينية التي تواجه الاضطرابات السياسية في مدينتهم وفقدان السلطة.

### المصير
في «أوديب في كولونوس» يعتبر موضوع المصير محوريًا، ويظهر حل أوديب لهذه القضية. على عكس المسرحيات الأخرى حول أوديب، حيث يوجد جدل حول ما إذا كان الشخص مسؤولاً أخلاقياً عن مصيره وما إذا كان يستطيع تحدي القدر، هنا يتصالح أوديب مع الأمر. في «أوديب ملكاً»، يرفض رسالة تيريسياس بقبول القدر، معتقدًا أنه يستطيع تجنبه كما فعل والده، ومع ذلك، في «أوديب في كولونوس»، يعترف بأن القدر أو "الضرورة" في اليونانية القديمة هو خارج عن سيطرتنا ولكنه شيء يجب أن نتحمله. يقول: "دعونا لا نحارب الضرورة"، وتضيف أنتيجون: "لأنك لن ترى أبدًا في كل العالم رجلاً تركه الله يفلت من قدره!"؛ مما يؤكد حتمية القدر وضرورة قبوله.

### الإثم
يستكشف أوديب في كولونوس فكرة أنه حتى لو خالف الحاكم القوانين الإلهية دون أن يدرك ذلك، فإنه لا يزال مذنبًا، قد يعتقد أوديب أنه بريء لأنه لم يفهم الحقيقة الكاملة لأفعاله، لكن هذا لا يغير حقيقة أنه مذنب.
إن تحديد الذنب في حالة أوديب أمر معقد؛ فهو مبارك وملعون، لقد ارتكب جرائم فظيعة - سفاح القربى وقتل الأب - مما جعله منبوذاً. إن معاناته الجسدية، مثل تعمية نفسه والتجوّل بمفرده، هي عقابه. أوديب "بريء عقلانياً" لأنه أخطأ دون علمه، مما يقلل من ذنبه. ويُنظر إلى معاناته الأرضية على أنها كافية لدفع ثمن خطاياه، وفي موته يُكرم، ويُبارك المكان الذي يموت فيه.

### تفسير بطولي محتمل لأوديب
يقترح داريس بيرج أن مسرحية أوديب في كولونوس تحكي قصة بطولية لأوديب بدلاً من قصة مأساوية، يُظهر أن أوديب يتغير من كونه يُنظر إليه على أنه مشكلة في أوديب ملكًا إلى أن يتم تقديره من قبل كل من طيبة وأثينا. الرمز المهم لهذا التغيير هو ارتباط أوديب ببستان إرينيس المقدس، في البداية، تم قيادته عبر البستان بواسطة أنتسجون ولم يُسمح له بالذهاب إلى هناك إلا لأنه مكان آمن للمتسولين، لقد أدرك أن هذا هو المكان الذي من المفترض أن يموت فيه وفقًا للنبوءة. يعتقد بيرج أن دخول البستان هو أول عمل بطولي لأوديب لأنه توقف عن القتال ضد ما تريده الآلهة وتقبل مصيره. يقترح أوديب أن جسده، الذي يُنظر إليه على أنه إلهي، سيجلب النجاح لأولئك الذين يقبلونه والمعاناة لأولئك الذين يرفضونه. عندما تصل إيسميني وتخبر أوديب أن طيبة تعتبره الآن بمثابة نعمة، فإن ذلك يساعد في تأكيد مكانته كبطل. تؤدي إيسميني طقوسًا للاعتذار إلى إيرينيس نيابة عن أوديب. يثبت أوديب مكانته كبطل باختيار جزء مخفي من البستان المقدس ليكون مثواه الأخير، بل وإبقائه سرًا عن بناته.

## فهرس
- Andreas Markantonatos. Tragic Narrative: A Narratological Study of Sophocles' Oedipus at Colonus. Walter de Gruyter, 2002. (ردمك 3110895889)
- Jebb، Sir Richard Claverhouse، المحرر (1889). Sophocles: The Plays and Fragments with Critical Notes, Commentary, and Translation in English Prose. Part II. The Oedipus Coloneus (ط. 2nd). Cambridge University Press. مؤرشف من الأصل في 2023-09-05.
- Kaggelaris, Nikos (2016). "Ο Οιδίπους του Σοφοκλή στη Μήδεια του Μποστ" [Sophocles' Oedipus in Bost's Medea] [in Greek] in Mastrapas, A. N. – Stergioulis, M. M. (eds.) Σοφοκλής ο μεγάλος κλασικός της τραγωδίας [Seminar 42: Sophocles the great classic of tragedy], Athens: Koralli, pp. 74–81 (ردمك 978-960-9542-46-3)

## قراءات إضافية
- Bowman, L. M. 2007. "The Curse of Oedipus in Oedipus at Colonus." Scholia: Studies in Classical Antiquity 16:15–25.
- Compton-Engle, Gwendolyn. 2013. "The Blind Leading: Aristophanes' 'Wealth' and 'Oedipus at Colonus'." Classical World 106.2: 155–170.
- Easterling, P. E. 1997. "The Language of the Polis in Oedipus at Colonus." In Acta: First Panhellenic and International Conference on Ancient Greek Literature (23–26 May 1994). Edited by J. -T. A. Papademetriou, 273–283. Hellenic Society for Humanistic Studies International Centre for Humanistic Research Studies and Researches 38. Athens: Hellenic Society for Humanistic Studies.
- Hesk, J. 2012. "Oedipus at Colonus." In Brill’s Companion to Sophocles. Edited by A. Markantonatos, 167–189. Leiden, The Netherlands, and Boston: Brill.
- Kelly, A. 2009. Sophocles. Oedipus at Colonus. London: Duckworth.
- Linforth, I. M. 1951. Religion and Drama in Oedipus at Colonus. University of California Publications in Classical Philology 14/4. Berkeley: University of California Press.
- Markantonatos, A. 2007. Oedipus at Colonus: Sophocles, Athens, and the World. Untersuchungen zur antiken Literatur und Geschichte 87. Berlin and New York: De Gruyter.
- Rosenmeyer, T. G. 1952. "The Wrath of Oedipus." Phoenix 6:92–112.
- Saïd, S. 2012. "Athens and Athenian Space in Oedipus at Colonus." In Crisis on Stage: Tragedy and Comedy in Late Fifth-Century Athens. Edited by A. Markantonatos and B. Zimmermann, 81–100. Trends in Classics supplement 13. Berlin and New York: De Gruyter.
- Scharffenberger, E. W. 2017. "Oedipus at Colonus." In Brill’s Companion to the Reception of Sophocles. Edited by R. Lauriola and K. Demetriou, 326–388. Brill's Companion to Classical Reception 10. Leiden, The Netherlands, and Boston: Brill.

## وصلات خارجية
- أوديب في كولونوس في مكتبة بيرسيوس الرقمية
- قالب:Wikisourcelang-inline
- أوديب في كولونوس public domain audiobook at LibriVox